# Liste nordirischer Schriftsteller
Alphabetische Liste nordirischer Schriftsteller:

## B
- Tony Bailie (* 1962)
- Colin Bateman (* 1962)
- Ronan Bennett (* 1956)
- Maureen Boyle (* 1961)
- Kenneth Branagh (* 1960)
- Colette Bryce (* 1970)
- Eve Bunting (1928–2023)
- James Burke (* 1936)
- Anna Burns (* 1962)

## C
- Lucy Caldwell (* 1982)
- Joseph Campbell (1879–1944)
- William Carleton (1794–1869)
- Thomas Carnduff (1886–1956)
- Ciaran Carson (1948–2019)
- Joyce Cary (1888–1957)
- James Cousins (1873–1956)
- Mairtín Crawford (1967–2004)
- Sam Cree (1928–1980)
- Martin Crilly (* 1969)
- Eric Cross (1905–1980)

## D
- Gerald Dawe (* 1952)
- Seamus Deane (1940–2021)
- Anne Devlin (* 1951)
- Richard Doherty
- Charles Donnelly (1914–1937)
- John Dougherty (* 1964)
- Garbhan Downey

## E
- St. John Greer Ervine (1883–1971)

## F
- Padraic Fiacc (1924–2019)
- Leontia Flynn (* 1974)
- Brendan Foley (* 1964)
- Brian Friel (1929–2015)

## G
- Robert Greacen (1920–2008)

## H
- Sam Hanna Bell (1909–1990)
- Francis Harvey (* 1925)
- Seamus Heaney (1939–2013)
- John Hewitt (1907–1987)
- Gareth Higgins (* 1975)
- Bulmer Hobson (1882–1969)

## J
- Carolyn Jess-Cooke (* 1978)
- Fred Johnston (* 1951)

## K
- Brian Keenan (* 1950)
- Brian Kennedy (* 1966)
- Benedict Kiely (1919–2007)

## L
- Nick Laird (* 1975)
- Maurice Leitch (* 1933)
- Clive Staples Lewis (1898–1963)
- Antonia Logue (* 1972)
- Michael Longley (1939–2025)
- Robert Wilson Lynd (1879–1949)

## M
- Bernard MacLaverty (* 1942)
- Louis MacNeice (1907–1963)
- Deirdre Madden (* 1960)
- Derek Mahon (1941–2020)
- Owen McCafferty (* 1961)
- Eamonn McCann (* 1943)
- Hugh McFadden
- Roy McFadden (1921–1999)
- Medbh McGuckian (* 1950)
- Christina McKenna
- Gerard McKeown (* 1980)
- Adrian McKinty
- David McKittrick (* 1949)
- Nigel McLoughlin (* 1968)
- George McWhirter (* 1939)
- Eoin McNamee (* 1961)
- Sam Millar (* 1955)
- Alice Milligan (1865–1953)
- Gary Mitchell (* 1965)
- Brian Moore (1921–1999)
- Sinéad Morrissey (* 1972)
- Danny Morrison (* 1953)
- Paul Muldoon (* 1951)
- Paul Murray (* 1947)
- Felicity McCall (* 1957)

## N
- Stuart Neville

## O
- Flann O’Brien (1911–1966)
- Conor O’Callaghan (* 1968)
- Malachi O’Doherty (* 1951)
- Moira O’Neill (1864–1955)
- Séamus Ó Néill (1910–1986)
- Frank Ormsby (* 1947)

## P
- Stewart Parker (1941–1988)
- Glenn Patterson (* 1961)
- Tom Paulin (* 1945)
- William Peskett (* 1952)

## R
- Zane Radcliffe
- Christina Reid
- Forrest Reid (1875–1947)
- Graham Reid (* 1945)
- Lucinda Riley (1965–2021)
- Amanda McKittrick Ross (1860–1939)
- Richard Rowley (1877–1947)
- George William Russell (1867–1935)

## S
- Bob Shaw (1931–1996)
- George Shiels (1886–1949)
- James Simmons (1933–2001)
- Geoffrey Squires (* 1942)

## T
- Gerald J. Tate (* 1954)
- Sam Thompson (1916–1965)
- Joseph Tomelty (1911–1995)

## W
- James White (1928–1999)
- Robert McLiam Wilson (* 1964)